# یادیار
یادیارها (به انگلیسی: mnemonic؛ تلفظ: نِـمونیک، یا: نیمانیک؛ به فرانسوی: mnémotechnique و mnémonique؛ تلفظ: منِـمونیک، یا منِـموتکنیک) عبارتند از شگردهایی برای یادسپاری که تنها به تکرار مطالب اکتفا نمی‌کند، بلکه با ایجاد رابطه بین مفاهیم تازه و اطلاعات قبلیِ موجود در مغز که به‌راحتی یادآوری می‌شوند (تصاویر، ریتم، آهنگ و…)، در به‌خاطرسپاری و یادآوری مطالب کمک می‌کند.
یکی از بهترین جاهایی که می‌توان از یادیارها استفاده کرد در فرایند یادگیری یک زبان خارجی است.